# Răuseni
Răuseni is een Roemeense gemeente in het district Botoșani.
Răuseni telt 3091 inwoners.